# Friedrich Karl Joseph von Erthal

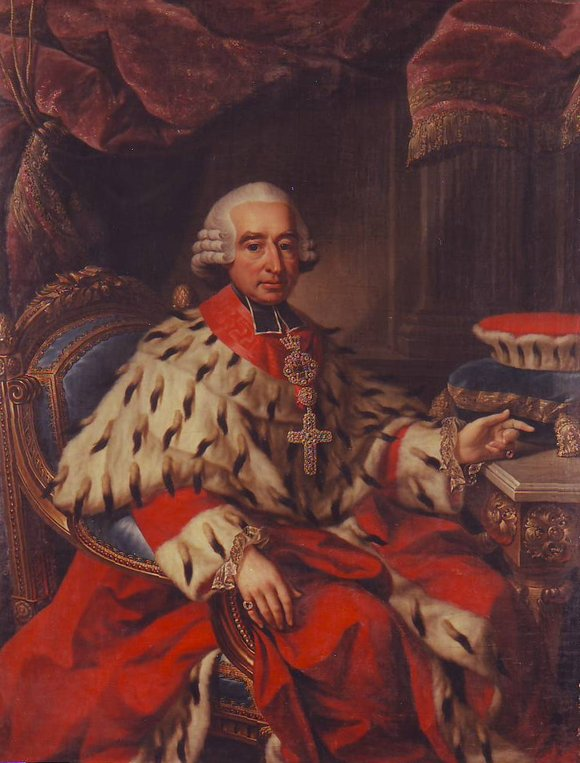
Friedrich Karl oseph von Erthal.

Friedrich Karl Joseph von und zu Erthal-Elfershausen, född den 3 januari 1719 i Mainz, död den 25 juli 1802 i Aschaffenburg, var en tysk riksfriherre, kurfurste och ärkebiskop av Mainz. Han var son till Philipp Christoph von Erthal och bror till Franz Ludwig von Erthal.
von Erthal valdes 1774 – efter att förut ha beklätt en rad andliga ämbeten – enhälligt till kurfurste och ärkebiskop av Mainz samt blev kort därpå även furstbiskop av Worms. Efter ett par års reaktionär regering bytte han plötsligt styrelsegrundsatser och genomförde omfattande reformer på både det politiska och det kyrkliga området. Från 1785 intog von Erthal en betydande plats i det mot kejsarmaktens övergrepp riktade tyska fursteförbundet. De franska emigranterna fann hos honom vänligt mottagande och understöd, varför också fransmännen besatte Mainz (1792), och kurfursten måste fly.